# Форт Монтгомери (Њујорк)
Форт Монтгомери (енгл. Fort Montgomery) насељено је место без административног статуса у америчкој савезној држави Њујорк.

## Демографија
По попису из 2010. године број становника је 1.571, што је 153 (10,8%) становника више него 2000. године.
| Група             | 2000.         | 2010.         |
| Белци             | 1.257 (88,6%) | 1.260 (80,2%) |
| Афроамериканци    | 25 (1,8%)     | 56 (3,6%)     |
| Азијати           | 14 (1,0%)     | 19 (1,2%)     |
| Хиспаноамериканци | 85 (6,0%)     | 172 (10,9%)   |
| Укупно            | 1.418         | 1.571         |